# Aleurolobus luci
Aleurolobus luci là một loài côn trùng cánh nửa trong họ Aleyrodidae, phân họ Aleyrodinae.
Aleurolobus luci được Cohic miêu tả khoa học đầu tiên năm 1969.